# Blindhai
Der Blindhai (Brachaelurus waddi) ist ein maximal 120 cm langer Hai aus der Familie Brachaeluridae, der außer ihm nur noch der Blaugraue Blindhai (Brachaelurus colcloughi) angehört. Er kommt ausschließlich an der südaustralischen Küste zwischen Queensland und New South Wales vor.

## Aussehen und Merkmale
Der Blindhai erreicht eine durchschnittliche Körperlänge von über 60 cm und eine maximale Körperlänge, die bei etwa 1,20 m liegt. Er hat eine braune Körperfärbung und ist teilweise durch weiße Flecken über den Kopf, Körper und Schwanz gezeichnet. Die Jungtiere besitzen sattelförmige Flecken. Die Bauchseite ist gelblich gefärbt. Der Kopf besitzt große Nasengruben und auch das Saugloch ist recht groß ausgebildet, vor dem vergleichsweise kleinen Maul stehen deutliche Barteln.
Der Hai besitzt einen kurzen, gestauchten Körper. Er besitzt eine Afterflosse und zwei etwa gleich große Rückenflossen, die sehr weit hinten auf dem Rücken ansetzen. Dabei beginnt die erste Rückenflosse etwa über der Mitte der Bauchflossenbasis, die zweite vor der Analflossenbasis. Die Schwanzflosse besteht wie bei anderen Ammenhaiartigen aus einem kräftigen Schwanzstiel und einem umgebenden Schwanzsaum, wobei zwischen der Analflosse und der unteren Schwanzflosse nur ein sehr kleiner Spalt besteht.

## Lebensweise
Der Blindhai ist eine vorwiegend nachtaktive Art im Bereich des Kontinentalschelfs, wo er nahe dem Meeresboden bis zur Oberfläche in 0 bis 140 m Tiefe lebt. Tagsüber versteckt er sich in Höhlen. Die Tiere ernähren sich vor allem von kleinen Fischen, Krebsen, Tintenfischen, bodenlebenden Wirbellosen und Seeanemonen.
Er ist lebendgebärend, wobei das Weibchen im November sieben bis neun Junghaie mit einer durchschnittlichen Körperlänge von 17 cm zur Welt bringt. Die Geschlechtsreife erreichen die Tiere bei einer Länge von ungefähr 60 cm.

## Verbreitung

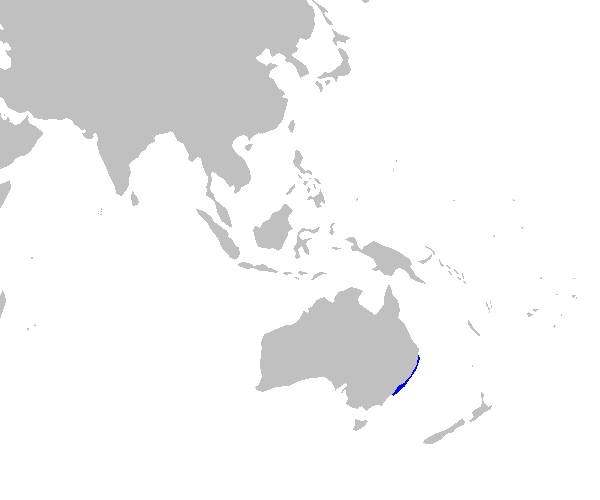
Verbreitung des Blindhais

Der Blindhai kommt ausschließlich an der südaustralischen Küste zwischen Queensland und New South Wales vor. Das bevorzugte Habitat stellen steinige Meeresgrundbereiche in der Tidenzone dar (teilweise kommt er auch in Gezeitentümpeln vor), außerdem lebt er in Seegrasgebieten.

## Bestand und Gefährdung
In der Roten Liste der IUCN wird der Blindhai als nicht bedroht („least concern“) geführt.